# Мухаммад Худабенде
Мухаммад Худабенде (перс. شاه محمد خدابنده‎, азерб. Məhəmməd Xudabəndə; 1531—1596) — шах Персии из династии Сефевидов (1578—1587 гг).

## Биография
Мухаммад Худабенде (Мухаммад Раб божий) был сыном шаха Тахмаспа I. От рождения обладал слабым здоровьем, отличался кротостью и плохим зрением. Был воспитан кызылбашским племенем Текели. В 1571—1577 годах служил губернатором в провинции Фарс. В 1577 году его предшественник, шах Исмаил II (1576-77 гг.), чья чрезмерная свирепость вызвала возмущение в правящих кругах, был отравлен. Персидский трон оказался свободен. Ко власти в Сефевидской империи пришёл Мухаммед Худабенде. В период его правления эшикагасыбаши (хранитель дворца) были:
- Хусейнгулу Хан Шамлы (1577-1581)
- Гур Хамс Хан Устаджлы (1581)
- Махдигулу Хан Шамлы (1581)
- Пири Бек Шамлы (1585)
- Рзагулу Бек (1587)

Эмирам кызылбашских племен, уставшим от самодурства Исмаила II, был необходим тихий и малодушный глава; их выбор пал на брата Исмаила — Мухаммада Худабенде. В 1577 году они провозгласили его шахом. Однако неожиданным препятствием всевластию эмиров стала жена Мухаммада, энергичная и властная Хейр ан-Ниса-бегим, которая принимала за него все решения. Сразу после коронации, произошедшей в феврале 1578 года, она приказала казнить сестру своего мужа, Перихан-ханум, в которой совершенно оправданно видела соперницу (известна роль, которую та сыграла как в воцарении Исмаила II, так и в его убийстве). Кроме того, по её повелению был казнен годовалый сын Исмаила II, Шахшуджа. Хейр ан-Ниса-бегим приняла на себя всю полноту шахской власти, вела все важные государственные дела, а её безвольный муж распорядился, чтобы её печать ставилась на обороте шахских указов и грамот над печатью визиря.
Тем не менее, на местах власть кызылбашских эмиров была бесконтрольной. Страна была фактически поделена главами кызылыбашей на сферы влияния, они мало считались с центром, и управляли областями по своему усмотрению. Мухаммад Худабенде был формальным шахом, не имевшим практически никакой власти. Судя по всему, он всячески старался умилостивить эмиров, раздавая им деньги из казны. Историк Искандер Мунши сообщает, что шах «открыл дверцы» государственной казны и «достиг предела расточительности». По его приказу визирь Мирза Салман за год или два выдавал ссуды эмирам. Многие гвардейцы около десяти лет не имевшие жалованья, теперь получили всё сполна. В стране расцвело взяточничество. Кызылбашские племена при попустительстве своих предводителей поднялись против власти и, взятками ублажая визирей и столпов государства, добивались всего, чего хотели. Кызылбаши стали мало считаться с интересами государства и веры, и вскоре казна была опустошена. Из неё исчезли даже драгоценные камни, добытые в копях за последние 15 лет.
Власть шаха была настолько слаба и беспомощна, что в стране начались межплеменные распри и междоусобицы. Этим сразу воспользовались внешние и внутренние враги. Первыми подняли мятеж курды, которые внезапно захватили Хой и Урмию. Следом турецкий султан Мурад III начал войну против Ирана, двинув против него огромную армию, возглавляемую Мустафа-пашой. Кызылбашские эмиры, погрязшие в междоусобицах, не смогли остановить этого нашествия — их войско было разбито на берегах озера Чылдыр. В результате турки заняли Грузию и Ширван. Новую иранскую армию возглавил сын шаха, Хамза Мирза. Осенью 1578 года он выступил в Ширван и 28 ноября в местечке Моллахасн разгромил 20-тысячное войско крымских татар. Однако этот успех не был развит, поскольку непрекращающиеся раздоры в иранской элите, виновницей которых часто была жена шаха, сводили на нет все усилия. В июле 1579 года в результате заговора эмиров она была задушена, но это событие не прекратило распрей.
В 1585 году в Азербайджан вторглась новая турецкая армия во главе с Осман-пашой. В сентябре того же года они взяли Тебриз. Город был разграблен, многие великолепные постройки разрушены, а мечети превращены в груды камня и пепла. Огромное число жителей города погибло. Из-за недостатка провианта Осман-паша вскоре покинул Тебриз, оставив там турецкий гарнизон. В это время подняли мятеж племена туркмен, текели и зулькадар. Сын шаха, Хамза Мирза, с трудом подавил их выступление. Спустя короткое время принц Хамза Мирза в результате заговора некоторой части влиятельных кызылбашских эмиров, преимущественно из племени шамлу и устаджлу, недалеко от Гянджи был зарезан спящим на своем ложе личным его цирюльником по имени Худаверди. Наследником шаха стал 13-летний Абуталиб-мирза. Однако большинство кызылбашских племен не признали его, и в июне 1587 года перешли на сторону хорасанских эмиров, выдвинувших шахом другого сына Мухаммада Худабенде — Аббаса-мирзу. Шах был покинут своим войском. Его сын, молодой и энергичный Аббас I, во главе войск направился в столицу — Казвин, с целью занять трон. Мухаммад Худабенде сам передал в его руки корону, и Аббас был провозглашен шахом. Пока новый шах отчаянно пытался обуздать самые разрушительные тенденции в государстве, почти совсем слепой Мухаммад Худабенде тихо доживал свой век.